# The Emancipation of Mimi
The Emancipation of Mimi é o décimo álbum de estúdio da artista musical estadunidense Mariah Carey, lançado em 12 de abril de 2005 no México, e disponibilizado em outros territórios nos dias seguintes, através da Island Records. Após a recepção crítica e comercial relativamente fraca de seus dois projetos anteriores, Glitter (2001) e Charmbracelet (2002), Carey começou a desenvolver seu novo disco. Ela trabalhou com produtores como Jermaine Dupri, Swizz Beatz e Rodney Jerkins, e serviu como produtora executiva ao lado de L.A. Reid, então presidente da Island. A artista optou em usar seu apelido nome pessoal Mimi no título, revelando um lado mais intimista, visto no tema declarativo do álbum, que é a emancipação dos seus contratempos pessoais e comerciais.
The Emancipation of Mimi foi concebido e gravado ao longo do ano de 2004, sob a produção de Carey, Dupri, Beatz, Jerkins, Manuel Seal, Bryan-Michael Cox, LRoc, The Legendary Traxster, James "Big Jim" Wright, The Neptunes, Kanye West, James Poyser, Nelly e Mahogany Music. Em termos musicais, The Emancipation of Mimi é um notável afastamento de Charmbracelet, altamente influenciado por gêneros como pop e adult contemporary, apresentando como estilos musicais predominantes o R&B e o soul retrô da década de 1970, bem como influências do gospel, do pop e do hip hop, incorporando também gêneros inspirados pela dance music para manter seu motivo celebrador. Suas canções tratam de temas como amor e dança e, nelas, Carey apresenta uma forte entrega vocal, embora apresente uma produção vocal semelhante aos trabalhos anteriores. Profissionais notaram o tema de independência do trabalho, descrevendo-o como um álbum "festeiro".
The Emancipation of Mimi obteve análises positivas de críticos musicais, que elogiaram os vocais da intérprete e a mistura de estilos musicais. Como resultado, foi indicado a um total de oito categorias nos Grammy Awards, incluindo Álbum do Ano. Venceu três, entres eles Melhor Álbum de R&B Contemporâneo. Além disso, foi posicionado na 389.ª colocação da lista dos 500 melhores álbuns de todos os tempos da revista Rolling Stone. Comercialmente, o projeto também registrou uma recepção positiva, listando-se nas dez primeiras colocações de diversos países, como Alemanha, Austrália, Canadá, França, Japão, Nova Zelândia, Reino Unido e Suíça. Em território estadunidense, debutou no topo da Billboard 200 com 404 mil unidades vendidas em sua semana de estreia, marcando o primeiro número um de Carey no periódico desde Butterfly (1997) e obtendo o segundo maior número de vendas da artista em sete dias, ficando apenas atrás de E=MC² (2008). Como resultado, converteu-se no mais comprado na nação em 2005, com quase 5 milhões de cópias comercializadas. Em âmbito global, foi o segundo álbum mais vendido de 2005 — ficando apenas atrás de X&Y, da banda inglesa Coldplay —, e vendeu mais de 10 milhões de exemplares até a data.
Foram lançados seis singles do disco, dos quais "It's Like That", "We Belong Together" e "Shake It Off" obtiveram melhor desempenho, com destaque para o segundo, que culminou na Billboard Hot 100 por 14 semanas não-consecutivas e converteu-se na mais bem sucedida da tabela em 2005 e na década de 2000. "Don't Forget About Us", retirada da edição Ultra Platinum, também liderou a parada, rendendo a Carey seu 17.º tema a atingir tal feito. "Get Your Number", "Say Somethin'" e "Fly Like a Bird" receberam um lançamento limitado e obtiveram um fraco desempenho comercial. A divulgação de The Emancipation of Mimi consistiu em apresentações feitas em diversos programas televisivos e premiações ao redor do mundo, além da turnê The Adventures of Mimi Tour (2006), que visitou a África, a América do Norte e a Ásia e foi registrada no DVD homônimo. O sucesso crítico e comercial do trabalho, aliado ao bom desempenho de seus singles, fez com que fosse considerado como o seu verdadeiro "retorno" e responsável por re-introduzir Carey aos holofotes após um período de pouco reconhecimento, rendendo também uma série de recordes nas paradas.

## Antecedentes
Depois de divorciar-se de seu ex-marido, mentor e então chefe executivo da Columbia Records, Tommy Mottola, Mariah Carey conquistou maior controle criativo em sua carreira, lançando em Butterfly (1997), seu primeiro álbum de estúdio distribuído após a separação no qual retratou, através de letras pessoais em algumas canções, sua perspectiva sobre a relação com Mottola. Com seu disco posterior Rainbow (1999), ela continuou a tendência de explorar novos elementos musicais, mais notavelmente com o primeiro single do trabalho, "Heartbreaker", no qual ela usou o hip hop com maior predominância até então. Comparando a mudança musical da cantora com "Dirrty", de Christina Aguilera, Andre Meyer, da CBC News, comentou que "Mariah talvez esteja se vendendo, mas ela está fazendo isso com um piscar de olhos". De acordo com o profissional, Carey fez isso para "permanecer um objeto pop". Ao longo dos seus trabalhos na década de 1990, a intérprete começou a usar menos sua voz e, segundo Meyer, permitiu-a soar "mais [do] gueto". Ela também parou de trabalhar com seus parceiros de composição e produção de longa data como Babyface e Walter Afanasieff, a fim de buscar um novo som e conquistar um novo público, colaborando com produtores como Sean Combs e Jermaine Dupri — algo que, segundo Meyer, foi realizado com grande inspiração, embora não tenha sido a primeira a explorar o hip hop.

Eu trabalhei duro por muitos e muitos anos e nunca tive uma pausa, e no último ano, eu fiquei bastante exausta e não terminei em um bom lugar fisicamente e emocionalmente. Eu aprendi um pouco mais sobre como trabalhar bastante, mas também sobre como estar saudável e cuidar de mim mesma, e agora, em geral, na minha vida, eu estou em um lugar realmente bom e feliz.

—Carey falando sobre a exaustão que sofreu durante a divulgação de Glitter.
Depois de conquistar sucesso mundial com Rainbow, Carey concluiu seu contrato com a Columbia e, em 2001, estreou nos cinemas interpretando a protagonista do filme Glitter, recebido com análises negativas e baixo desempenho comercial — apenas 8 milhões de dólares foram arrecadados em âmbito global, em contrapartida aos 22 milhões de dólares gastos na produção do trabalho. Sua trilha sonora correspondente também obteve uma baixa repercussão, com apenas 3 milhões de unidades vendidas, inferior a todos os outros álbuns da intérprete, e o single inicial atingindo a vice-liderança na Billboard Hot 100, sendo o primeiro de sua carreira a não liderar a parada. Com a fraca recepção dos projetos, a Virgin Records cancelou o contrato de 100 milhões de dólares com a artista e pagou-lhe apenas 28 milhões de dólares com a rescisão. Em meio à divulgação do trabalho, Carey deixou mensagens preocupantes em sua página na Internet e internou-se em um hospital em Connecticut citando um "colapso emocional e físico", após uma controversa participação no televisivo Total Request Live na qual demonstrou um "comportamento errático" em frente às câmeras. Posteriormente, ela viajou para Capri, Itália após duas semanas de tratamento, permanecendo lá por cinco meses, período no qual começou a desenvolver material para um novo álbum de estúdio, decorrente das experiências que sofreu em 2001. Depois de ser contratada Island Records e iniciar sua própria empresa, a MonarC Entertainment, Carey preparou-se para o seu pretendido lançamento de retorno, Charmbracelet (2002). Críticos musicais descreveram o álbum como uma forte melhoria de Glitter, mas que não era algo que recapturaria os públicos ao redor do mundo e voltaria com a popularidade da artista como era nos anos 1990. Muitos notaram os vocais mais arejados e leves de Carey, e criticaram-na por não ser capaz de atingir o mesmo nível de talento vocal que a fez ser conhecida no início de sua carreira.

## Título e desenvolvimento
Após três anos de "escrutínio" dos críticos, Carey começou a planejar seu retorno à música. Através de uma carta divulgada em sua página oficial em 18 de novembro de 2004, ela revelou que o nome de seu novo disco seria The Emancipation of Mimi, derivado de seu apelido Mimi. A cantora comentou que embora o produto tenha sido planejado para ser lançado em março do ano seguinte, ela queria explicar seu título por ter sido divulgado pela mídia mais cedo do que esperava. Carey descreveu como o nome do álbum era "muito diferente" para ela e esclareceu que Mimi era um "apelido muito pessoal" usado apenas por aqueles com quem tinha maior contato, e era "apenas uma dessas coisas pequenas que eu mantive para mim em uma tentativa de ter alguma delimitação entre uma personalidade pública e uma vida privada". Enquanto a artista gravava o álbum, L.A. Reid, então presidente da Island Records, descobriu que as pessoas referiam-se à cantora como Mimi e lhe disse: "Eu sinto seu espírito nesse disco. Você deveria usar esse nome no título, porque esse é o seu lado divertido que as pessoas não conseguem ver — o lado que pode rir das piadas de diva, rir das piadas sobre o [seu] colapso, rir do que elas quiserem dizer sobre você e [você] apenas vive sua vida e a aproveita". Em entrevista com o MSNBC, Carey revelou ter achado "obnóxio" intitular o disco de The Emancipation of Mariah Carey, e explicou de forma mais aprofundada o significado do título final:
| “ | Eu estou abaixando a guarda e convidando meus fãs para estarem mais próximos a mim [...] E mais importante, estou celebrando o fato de ter crescido como pessoa e artista que não se sente mais aprisionada por minhas inseguranças ou obrigada a tentar viver sob a visão de alguém sobre 'Mariah Carey'. Agora, eu sinto que eu posso dizer honestamente, 'esta sou eu, a verdadeira eu, é pegar ou largar'. | ” |

Jennifer Vineyard, da MTV News, considerou que o título foi influenciado por Damita Jo (2004), de Janet Jackson, por também apresentar uma personalidade alternativa, e notou que The Emancipation of Mimi poderia fazer o que Charmbracelet não fez e poderia ser seu "retorno pós-colapso e pós-Glitter". A editora também sentiu que o álbum mostrou Carey finalmente "se livrando das correntes" de Mottola. A foto de capa do projeto, fotografada por Markus Klinko e Indrani, apresenta a artista em um vestido dourado e sapatos de salto alto. Seu cabelo está solto ao vento e seu braço aparece na altura da cabeça enquanto o outro está na cintura. Ela está em pé na frente de um fundo preto. A imagem foca no comprimento de suas pernas e a faz parecer mais alta. Carey revelou a Billboard: "Fizemos algumas fotos diferentes, e na verdade a minha favorita é a que aparece na Ultra Platinum. Aquilo que estou usando nem é um vestido. É algo que envolve o corpo. É tão estranho, mas você tinha que ter confiança para usar algo assim e estar se sentido bem. Eu estava em um momento em que pensei: 'Olha, as pessoas podem ter me descartado, mas eu nunca vou me descartar, e este é um momento importante para mim'".

## Gravação

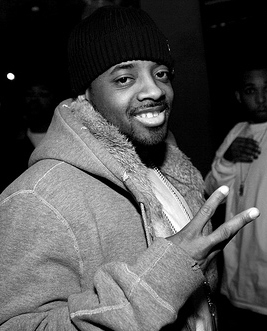
Carey compôs e produziu quatro canções com Jermaine Dupri (imagem) durante uma viajem a Atlanta, Geórgia, incluindo "We Belong Together" e "It's Like That".

Na altura de novembro de 2004, Carey já havia gravado diversas canções para o seu décimo segundo álbum de estúdio. Durante um encontro com L.A. Reid, ele sugeriu-lhe compor alguns singles mais fortes, para assegurar-se da boa estadia comercial do projeto, e também uma breve sessão em Atlanta com Jermaine Dupri, com quem Mariah, na opinião de Reid, havia elaborado alguns dos seus melhores trabalhos". Em conversa com a MTV, a intérprete lembrou como o processo surgiu: "L.A. ficou tipo, 'Você e Jermaine Dupri fazem mágica juntos, porque você não entra em estúdio com ele?', e eu disse 'Eu amo Jermaine, ele está livre? Eu sei que ele está fazendo um milhão de coisas, [com] Usher e tudo mais'. Mas Jermaine disse, 'Velha logo'". Durante a viagem de dois dias à Atlanta, a dupla compôs e produziu "Shake It Off" e "Get Your Number"; naquele ponto, Carey e sua gestão na Island decidiram selecionar outra canção para servir como a primeira faixa de trabalho — "Say Somethin'", criada em colaboração com Snoop Dogg e Pharrell Williams. A cantora lembrou que desde que ouviu a demo de "Shake It Off", ela sabia que "era sua canção favorita" e decidiu lançá-la como o single inicial do álbum, em substituição a "Get You Number". Em entrevista com a MTV, Carey falou sobre as diversas emoções e pensamentos que influenciaram o processo criativo do disco antes de sua viagem à Atlanta:
| “ | Eu realmente comecei a me auto-questionar. E então, percebi que, tipo, tudo bem, eu tenho que agir com meus instintos. Porque todo mundo tem uma opinião, e as opiniões de muitas pessoas sobre mim são como polos opostos. Elas ficam tipo, 'Nós amamos quando ela faz baladas, faça ela fazer baladas'. E depois ficam tipo, 'Nós queremos ouvir uma música hip hop'. 'Porque ela está vestida assim? Ela deveria mostrar menos a pele'. 'Ela deveria mostrar mais'. Você entende o que eu quero dizer? Eu fico tipo, 'Fique na sua, e eu vou entender isso'. | ” |

Numa das posteriores reuniões entre Carey e Reid, ela decidiu voltar para Atlanta, com a esperança de possivelmente criar outra série de material forte. Após uma segunda viagem, a cantora e Dupri elaboraram as duas últimas canções a serem acrescentadas para o disco, "We Belong Together" e "It's Like That". A artista falou: "Nós dissemos 'Ok, amamos 'Shake It Off'. Não precisamos superá-la, mas vamos apenas tentar'. Acabou que 'It's Like That' era o início certo, e 'We Belong Together' era a maior canção'". Depois de ouvirem as duas últimas desenvolvidas com Dupri, Carey e sua gestão concordaram por unanimidade lançar "It's Like That" como single inicial, e asseguraram que "Shake It Off" seria lançada eventualmente. Ela descreveu seus sentimentos sobre a viagem a Atlanta: "Estou muito agradecida por ter ido à Atlanta. E eu tenho que dizer, nós escrevemos algumas das minhas músicas favoritas no álbum. Estou muito orgulhosa de Jermaine — ele é muito focado, e sabia o que deveria ser feito". Em outra ocasião, a cantora comentou sobre os sentimentos que teve durante a produção de "It's Like That": "Tive calafrios. Eu tinha um grande sentimento sobre isso quando terminei de compor a canção, e eu estava voltando de Atlanta, em algum hora louca da manhã. [...] Mas fomos ouvi-la na viagem de avião a caminho de casa, e até mesmo da versão demo. Eu realmente senti algo muito especial [em relação à música]".
No total, as sessões de gravação e composição de The Emancipation of Mimi ocorreram ao longo do ano de 2004 em diversos estúdios: Right Track Studios, Honeywest Studios e Datkidcluescrib Studios em Nova Iorque, Dark Child Studios em Pleasantville, Nova Jérsei, SouthSide Studios em Atlanta, Marsha and Jan Studios em Los Angeles, Califórnia, The Record Plant em Hollywood, Califórnia, e CRC Studios em Chicago, Illinois, todos nos Estados Unidos; e Capri Studios em Capri, Itália. O processo de mixagem ocorreu nos Right Track Studios, SotuhSide Studios e Lararabee Studios em Hollywood, sendo realizado por Phil Tan, Pat "Pat 'Em Down" Viala e Manny Marroquin, enquanto a masterização ficou a cargo de Herb Powers nos The Hit Factory em Nova Iorque.

## Lançamento

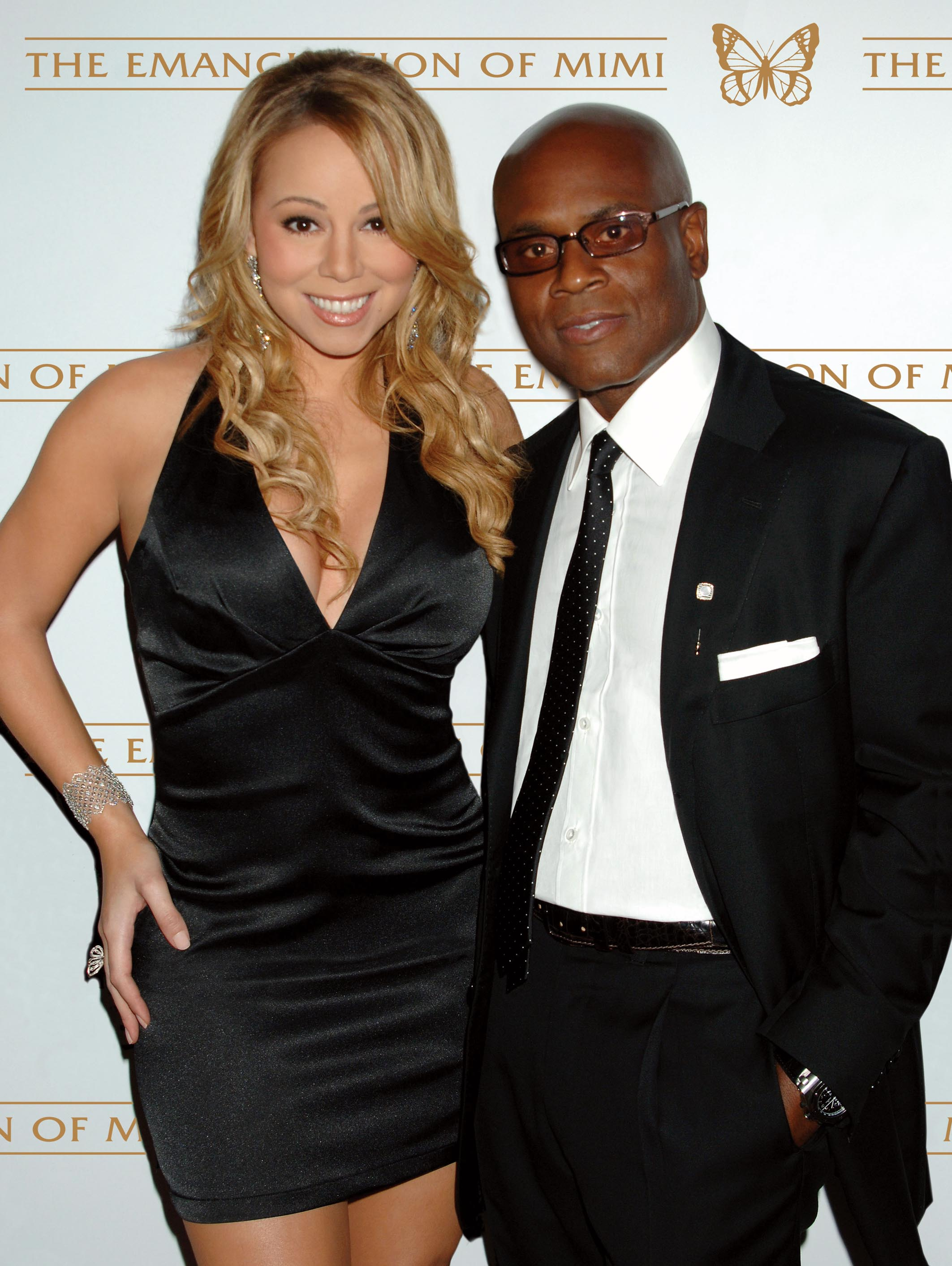
Carey e L.A. Reid (direita) na festa de lançamento de The Emancipation of Mimi.

The Emancipation of Mimi foi primeiramente lançado para download digital no México em 12 de abril de 2005, através da Island Records, sendo distribuído em CD no dia seguinte. Em 4º de abril, foi comercializado na Austrália e na Nova Zelândia. No Brasil, foi distribuído pela Universal Music do pais, enquanto que na Suécia foi comercializado pela Sony BMG Music Entertainment e no Reino Unido a Mercury Records encarregou-se de seu lançamento. Um dia depois, foi lançado no Canadá, também pela Universal Music. Em 12 de abril, foi disponibilizado nos Estados Unidos e na França pela Island Records, bem como no Japão, enquanto que na China seu lançamento ocorreu apenas em 11 do mês seguinte pela Universal Music. Nas edições britânicas e japonesas, "Sprung" e "Secretlove" foram incluídas como faixas bônus.
Em 13 de outubro de 2005, Carey anunciou que uma nova edição do produto seria lançada em 15 do mês seguinte, para acompanhar a estreia de seu novo single, "Don't Forget About Us". Ela declarou que poderia ter deixado suas novas músicas para o álbum seguinte, mas não o fez por seus fãs, já que eles teriam de esperar "vários anos" para ouvir novo material. A cantora explicou que L.A. Reid gostou tanto de "Don't Forget About Us" que convenceu-a de "acelerar o processo e lançar algumas faixas neste momento". Foi anunciado que o produto seria distribuído em duas versões; a primeira apenas com as quatro composições novas, e a segunda como uma edição limitada de dois discos composta pelo CD e um DVD dos vídeos musicais dos singles lançados até então — "It's Like That", "We Belong Together", "Shake It Off" e "Get Your Number". A primeira versão, além de "Don't Forget About Us", contém "Makin' It Last All Night (What It Do)" com Dupri, um remix de "We Belong Together" com os rappers Styles P e Jadakiss, e uma nova vertente de "So Lonely", single de Twista com a participação de Carey, com novos trechos da cantora. Na segunda versão, a gravação audiovisual de "Get Your Number" foi originalmente lançada apenas na Europa, uma vez que o single foi promovido apenas no continente, e a edição Ultra Platinum marcou sua primeira distribuição mundial. O DVD também incluiu o vídeo então recentemente filmado de "Don't Forget About Us", dirigido por Paul Hunter, com quem Carey trabalhou pela última vez em "Honey".

## Composição

### Temas e influências
The Emancipation of Mimi foi descrito pela Fox News como o álbum mais expressivo de Carey até então e que "significou sua liberdade criativa, já que ela era oprimida pelas expectativas de executivos de gravadoras no passado". O motivo de emancipação profissional e cultural do disco é demonstrado em várias canções. Muitas apresentam uma certa "falta de contenção" por parte da artista, incorporando uma diversidade musical ausente em Charmbracelet. Em sua edição padrão, todas as faixas foram co-compostas pela cantora, que contou com a colaboração de nomes como Manuel Seal, James Poyser, Bryan-Michael Cox, Kanye West e Jermaine Dupri na produção. Por decisão dela própria, que lidou com uma superprodução "desnecessária" em seus discos anteriores, o álbum inclui gravações realizadas com banda ao vivo e uma série de instrumentos fornecendo apoio às canções, como flauta, metais, guitarra, baixo, teclado e bateria. Reid apoiou o pensamento, sentindo que a produção ao vivo fariam o álbum soar mais autêntico. Algumas das faixas mais aceleradas, no entanto, apresentam arranjos computadorizados e sintetizadores.
No âmbito musical, The Emancipation of Mimi é predominantemente um álbum de R&B que incorpora vários gêneros em sua composição, sendo predominantes elementos do hip hop, gospel e soul dos anos 1970 que, segundo Greg Kot, do Chicago Tribune, "agradam um amplo leque de ouvintes". Uma seleção de baladas semelhante às presentes em seu antecessor, mas com influências do R&B e hip hop e um ritmo mais acelerado. De acordo com Dimitri Ehrlich, escritor da Vibe, o álbum coloca a cantora em "direções opostas" e retrata diversas de suas facetas musicais numa composição "yin-yang", trabalhando com produtores de hip hop em músicas aceleradas e baladas calmas.
| “ | O álbum não é sobre fazer os executivos mais velhos felizes, ao fazer uma balada chorosa de partir tudo, ou [algo] baseado nos dramas da minha vida. O que eu tentei foi manter as sessões bem esparsas, pouco produzidas, como no soul music dos anos 1970, quando todos os músicos estavam lá de uma vez, alimentando uns aos outros — eu mostrando a eles para onde vou vocalmente e dando a atmosfera para a qual tudo deve ser levado musicalmente. | ” |
|   | — Carey comentando sobre a composição e produção do disco e o uso de instrumentos ao vivo para as sessões.. |   |

Escrevendo para o Houston Chronicle, Joey Guerra notou a fórmula do trabalho "é inundada por um brilho de diva do soul da velha guarda, e é aqui que a tão alardeada afirmação de "a voz está de volta" que precedeu o álbum é validada". Estilisticamente, críticos consideram este o registro mais diversificado de Carey em anos, por destacar uma variedade de diferentes escolhas de produção e técnicas. Vocais de apoio foram fornecidos pela cantora, Courtney Bradley, Trey Lorenz, Maryann e Sheryn Tatum. Dupri, Fatman Scoop, Snoop Dogg, Twista e Nelly são os artistas convidados.

### Conteúdo e estrutura musical
Dando início ao disco, "It's Like That" contém palmas e assobios, bem como ad libs, uma forte linha do baixo, uma progressão harmônica alinhada com notas de piano e cordas e versos de Dupri e Fatman Scoop. Jozen Cummings, da PopMatters, descreveu-a como uma perfeita introdução à "sensação descontraída" do resto do álbum e comentou que, com seus fortes vocais e produção, ela "é capaz de ir do estado de grudenta para infecciosa". Suas letras narram a cantora celebrando sua emancipação. Conforme dito por Sal Cinquemani, da Slant Magazine, o conteúdo lírico e a forte batida definem o tom perfeito para a obra, preparando ouvintes para o "tema festeiro" do projeto. Considerada por Carey a sua favorita do álbum, "Shake It Off" é um R&B que apresenta letras em que a intérprete retrata seu descontentamento com um amor ruim, desvalorizante, o que a faz cantar num tom mais lento: "(Eu tenho que deixar você pra lá) / Porque o amor não é mais o mesmo e você contínua a jogar joguinhos como se soubesse que estou aqui para ficar (Eu tenho que deixar você pra lá) / Como no comercial da Calgon, eu realmente tenho que sair daqui / E ir para algum lugar". A canção seguinte, "We Belong Together", também foi elaborada por Carey e Dupri, e sido descrita por Ehrlich como um "lamento de coração partido por amor". Sua produção apresenta estalos de dedos, bumbos e uma forte e simples melodia guiada por piano, com uma backbeat discreta. O tema apresenta demonstrações de "If You Think You're Lonely Now", de Bobby Womack, e "Two Occassions", de The Deeles e Babyface. Nas letras, Carey lamenta a partida de seu amante, narra como sente falta dele enquanto ouve músicas românticas no rádio e termina expressando sua frustração e desespero no clímax da música, quando a sua voz atinge suas notas mais altas. Críticos notaram que os fortes e poderosos vocais da intérprete no final da música fariam os fãs dela voltarem a acreditar em sua habilidade como uma "baladeira".
"Houve algumas músicas no álbum em que tentei usar uma instrumentação mais ao vivo, como "Circles" e "I Wish You Knew" — o público está nessa música. Essas foram [escritas e produzidas] com "Big Jim" Wright novamente — estávamos naquele lugarzinho nas Bahamas. Tínhamos escrito "Circles", então subi as escadas e, de repente, ouvi outra melodia, e não era para aquela música. Eu pensei: "Ele já foi embora?". Porque Jim estava prestes a ir embora, então corri para o andar de baixo e disse: "É isso que estou ouvindo ". Então ele ficou por um tempo enquanto mapeávamos a música juntos, e então eu escrevi a letra sozinha depois do ocorrido. Eu queria levar meu tempo com aquela. Eu diria que [“Fly Like a Bird”] resume quem eu sou como artista. É uma daquelas músicas que definem uma carreira".
— Carey explicando o alinhamento de faixas do álbum em entrevista à revista Billboard.
"Say Somethin'" apresenta rimas de Snoop Dogg e foi descrita por Ehrlich como "uma estranheza musical", apresentando "instrumentação estranha, mudanças melódicas esquisitas, padrões de bateria agitados e uma cama de sintetizadores". Liricamente, a protagonista pede um momento sexual com seu interesse amoroso e, durante seus versos, Dogg descreve detalhes íntimos de um encontro em um quarto, onde deseja ter uma relação sexual com sua parceira. "Mine Again" foi elaborada com o auxílio de James Poyser, sendo derivada dos gêneros neo soul e soul. Apresenta notas de teclado eletrônico e um som de caixa de ritmos, enquanto incorpora melodias estilísticas do gospel e do R&B. Ehrlich a descreveu como "sincera e emocional", enquanto Cinquemani declarou que ela "mandaria [qualquer candidato de um]a competição de talentos para longe". Semelhantemente, Todd Burns, da Stylus Magazine, a chamou de "a canção assinatura exibicionista de Carey". "Stay the Night" foi produzida pela cantora em conjunto com Kanye West e contém trechos de um loop de piano de "Betcha by Golly, Wow", de Ramsey Lewis. Cummings a descreveu como o melhor momento da intérprete no álbum, onde seu "incrível alcance brilha" e um dos "melhores momentos onde a produção de R&B" é apresentado. Apresenta a participação do rapper Jermaine Dupri. Em seu lirismo, "Stay the Night" mostra a protagonista enfrentando o dilema de passar a noite com um ex-amado que agora está envolvido com outra pessoa. "Get Your Number" possui demonstrações do gancho de "Just an Illusion", da banda britânica Imagination, e sua produção é derivada de "sintetizadores estilísticos dos anos 1980" e diversos instrumentos musicais computadorizados. Em termos líricos, é escrita a partir de perspectiva feminina, onde a protagonista pede o número de telefone de um rapaz em uma boate.

"Passamos muito tempo trabalhando na sequência do álbum: ouvindo-a e simplesmente juntando-a como um todo, como uma peça musical coesa que quase parece uma única música. A sequência do álbum, eu acho, também teve muito a ver com o sucesso do projeto, porque ela se mistura muito bem do início ao fim, mesmo com altos e baixos".

— Carey explicando o alinhamento de faixas do álbum em entrevista à revista Billboard.
"One and Only", uma animada faixa de hip-hop e R&B da qual o rapper Twista participa. Em suas linhas, Carey exige que suas necessidades sejam atendidas pelo parceiro, cantando: "Veja, estou procurando um homem / Que me massageie lentamente / Me faça cantar bem alto quando ele estiver baixo. Na seguinte, "Circles", ela que revela a sensação de ter que engolir as emoções ao confrontar um amor do passado com qual nunca conseguiu superar. O teclado, que mais uma vez lidera a instrumentação, é complementado com um baixo mais próximo do R&B dos anos 1980 e um som mais funk que amplifica a tristeza e a tortura que ela transmite nas letras. "Your Girl" é um soul acelerado, que fora comparada a trabalhos de Kanye West. Contém samples de um violão presente em "A Life With You" (2004), da dupla neozelandesa de R&B Adeaze. Fala sobre uma jovem tímida que decide seduzir um homem em quem está interessada há muito tempo, afirmando-se em sua presença pela primeira vez. No refrão, ela expressa: "Você com certeza vai saber / que eu deveria ser sua garota!". Carey apresenta um momento de falso ao vivo durante "I Wish You Knew", onde fala ao "público" como está definhando com a ideia do amor, enquanto canta sobre como anseia expressar seus sentimentos, mas seu "complexo de inferioridade entra em ação" e as palavras voam para longe. Novamente, sua intensidade vocal aumenta para corresponder às emoções avassaladoras, culminando seu registro de assobio.
"To the Floor" apresenta o rapper Nelly. Nas linhas, ele e a cantora, trocam ideias sobre uma noite que passarão juntos. Enquanto Carey explica que se recusa a ser usada, Nelly faz uma provocação, antes dela interrompe-lo. A penúltima canção do disco, "Joy Ride", retrata o sentimento de amor enviado diretamente de Deus, cuja interpretação de Carey é feita com um vocal mais suave e íntimo. O álbum se encerra com a balada gospel, "Fly Like a Bird". A canção incorpora influências do jazz da década de 1950 e contém uma mensagem de amor incondicional por Deus. Clarence Keaton, falecido pastor da artista, está presente em duas partes da música, onde profere mais de dois versículos da Bíblia. Além dele, a faixa apresenta um coral gospel completo em seu clímax e a artista usando o whistle register. Tom Fergusen, da Billboard, chamou de "clássica" e escreveu que "a diva recoroada entrega um vocal consumado". Ehrlich avaliou que, na composição, Carey conseguiu "exercitar por completo suas acrobacias vocais" e provar que ainda poderia "mandar seu exército de imitadores saírem do palco". Semelhantemente, Cinquemani, sentiu que a obra facilmente ajudou a tornar a cantora "agradável novamente". "Don't Forget About Us", único single da edição Ultra Platinum de The Emancipation of Mimi, é uma balada de R&B com influência de hip hop soul que apresenta a artista implorando para "seu amante ir embora", mas também para "lembrar-se das memórias especiais" deles juntos. Esta versão também consiste de uma nova música, "Makin' It Last All Night (What It Do)", que conta com a participação de Dupri, o remix de "We Belong Together" com os rappers Styles P e Jadakiss e "So Lonely", uma nova vertente da faixa lançada em 2006 por Twista com Carey que contém novos versos da cantora.

## Recepção

### Crítica profissional
| Críticas profissionais | Críticas profissionais |
| Pontuações agregadas   | Pontuações agregadas   |
| Fonte                  | Avaliação              |
| ---------------------- | ---------------------- |
| Metacritic             | (64/1000)              |
| Avaliações da crítica  |                        |
| Fonte                  | Avaliação              |
| Allmusic               | [ 56 ]                 |
| Billboard              | (favorável)            |
| Correio Braziliense    | [ 58 ]                 |
| Entertainment Weekly   | (B)                    |
| PopMatters             | [ 39 ]                 |
| Rolling Stone          | [ 59 ]                 |
| Slant Magazine         | [ 41 ]                 |
| The Guardian           | [ 60 ]                 |
| The New York Times     | (favorável)            |
| USA Today              | [ 62 ]                 |

The Emancipation of Mimi foi recebido de forma positiva por críticos musicais, que elogiaram os vocais de Carey, sua produção e mistura de diferentes estilos musicais. O portal Metacritic, com base em dezesseis resenhas recolhidas, concedeu ao produto uma nota 64 de uma escala que vai até cem, indicando "análises geralmente positivas". Stephen Thomas Erlewine, do banco de dados musicais Allmusic, deu três estrelas de um total de cinco para o CD e o adjetivou de uma "peça de dance-pop altamente trabalhada", sentindo que embora não seja não suave como deveria, qualifica-se como um "retorno relativo" para a cantora. Erlewine veio a comentar que em fortes canções como "Fly Like a Bird" e "I Wish You Knew", a voz dela soava "arejada, fina e danificada como em Charmbracelet". Em análise positiva para Billboard, Michael Paoletta foi menos crítico em relação aos vocais de Carey, considerando-o o seu melhor disco desde Butterfly (1997) e escrevendo: "Apesar de a voz dela ter pedido algum poder ao longo dos anos, Mimi habilmente mostra suas cordas [vocais] ainda consideráveis com fortes letras e produção habilidosa". Michael Dougall Bell, do periódico Calgary Sun, elogiou a voz da intérprete, considerando-a "muito impressionante", e concluiu que "enquanto Emancipation não possa levar o estoque ou estrelato de Carey para onde estava e aquela voz para onde merece estar, pelo menos ela não está em queda livre — apenas se estabilizou". O editor Jon Pareles, do jornal The New York Times, foi favorável em sua análise do disco, prezando o fato de que Carey compôs todo o seu material, e sentiu que a nova sonoridade adotada era "refrescante e inovadora". Ele continuou: "Em The Emancipation of Mimi, ela se autodisciplina na coerência, usando menos truques e soando mais crível. Ela também descobre o que cantores inferiores podem não ter dado valor: uma certa leveza que facilita o seu constante senso de controle".
Escritora do The Guardian, Caroline Sullivan concedeu quatro de cinco estrelas para o produto e o descreveu como "legal, focado e urbano". Jenson Macey, da BBC News, sentiu que The Emancipation of Mimi era o trabalho mais forte da estadunidense na década de 2000 e avaliou que ele "a levou diretamente de volta para o topo da lista das melhores". Dando uma nota B de uma escala que vai de A a F, Tom Sinclar, da revista Entertainment Weekly, elogiou os vocais da artista, apontando como quase todas as músicas "mostram as forças vocais inegáveis de Carey", e concluiu: "É tão comovente que nós ainda resistamos à tentação de ser grosseiro e interprete a canção ['Fly Like a Bird'] como um pedido para aumento de vendas. Ajuda vinda do céu é sempre bem-vinda, mas Emancipation soa como se pudesse fazer tudo certo por conta própria". Escrevendo para o portal PopMatters, Jozen Cummings avaliou o projeto com sete de dez e estrelas e declarou que ele era a libertação de Carey das correntes de seus dois lançamentos anteriores. O editor prezou os singles lançados mas opinou que parte do resultado final era "piegas" e "desnecessariamente super produzido". Andre Meyer, da Canadian Broadcasting Corporation, escreveu que o CD é apenas uma mudança no plano de longo prazo da artista para a dominação pop, enquanto dá a "sensação do R&B agitado que fez Destiny's Child ser tão potente". Ele veio a adjetivar o material como o "mais forte" e concluiu que "Mariah voltou a cantar — enquanto ainda empurra os limites do bom gosto com suas roupas [que] quase não estão em seu corpo". Barry Walters, da publicação Rolling Stone, deu duas estrelas e meia de cinco atribuíveis para o álbum e escreveu que ele "não é rigorosamente ruim" como Glitter e Charmbracelet, concluindo: "[Para] Carey, o pior de sua carreira já passou, mas sua lista de grandes produtores de sucesso não a trazem de volta totalmente". Concedendo três estrelas e meia de quatro possíveis ao trabalho, Elysa Gundersen, do USA Today, sentiu que apesar de canções alegres e divertidas como "Say Somethin'" e "Get Your Number" provarem que ela não abandonou sua paixão pelo hip hop, são "baladas e números de ritmo mediano que realmente refletem a confiança renovada de uma pássara que deu seus impulsos e continua voando".
Todd Burns, da Stylus Magazine, deu uma nota B para o disco, elogiando sua variedade de batidas e ritmos. Burns, no entanto, foi mais crítico em relação à produção de Durpi e The Neptunes, a qual ele avalia como "mal aconselhado", bem como aos vocais de Carey, chamando-os de "forçados, finos e arejados". Enquanto considerou o produto uma óbvia melhoria em comparação aos lançamentos anteriores da cantora na década de 2000, ele finalizou que "é facilmente o álbum mais forte que ela fez nesse milênio, mas sofre com o fato de que seus vocais se deterioraram — um simples fato dos estragos que a voz dela sofreu nos últimos quinze anos". Sal Cinquemani, da Slant Magazine, atribuiu três estrelas e meia de cinco para o álbum, chamando-o de "redenção" e prezando sua diversidade e batidas e produção. Cinquemani, contudo, foi mais severo em relação à voz da musicista, a classificando de "arranhada" e escrevendo: "Onde as altas notas características de Mariah costumavam servir algum propósito, agora elas parecem aleatórias, existindo apenas para nos convencer de que A Voz ainda está ainda — e não totalmente. Tão gratificante como está na superfície, ainda há a sensação incômoda de que Mariah danificou sua voz além do reparável". Na imprensa brasileira, Tiago Faria, do Correio Braziliense, deu duas de quatro estrelas para o CD e opinou que o seu título é apenas um "caso de marketing: a tal emancipação é apenas um salto de uma fórmula para outra. Ela continua a fazer baladas para vídeos de casamento, só que com traços mais acentuados de soul". Avaliando que nem o auxílio de novos produtores "não tira o sabor de produto milimetricamente pensado para evitar erros e, pior, grandes ousadias". Aaron M., do portal Território da Música, embora tenha notado melhoria do disco em comparação aos anteriores, também observou que "a fórmula, embora atualizada, ainda é a mesma, trazendo uma produção gigantesca com o R&B e o hip hop ditando as regras, inúmeras participações especiais, e a poderosa voz de Mariah, que aparentemente parece ter recuperado sua potência" e concluindo que este "é um álbum regular, se levarmos em conta toda a discografia da cantora, mas é um ótimo CD, se comparado à seus últimos trabalhos. Mariah enfim dá sinais de recuperação, então para não cometermos injustiças, é um bom CD".

### Prêmios e indicações
The Emancipation of Mimi foi listado pela Rolling Stone como o 43.º melhor disco de 2005, enquanto a Entertainment Weekly o reconheceu como o 21.º melhor álbum em uma compilação elaborada em 2008 com os cem melhores dos últimos 25 anos. Foi também reconhecido com uma série de prêmios e indicações. "We Belong Together" venceu o prêmio de Canção de Amor Escolhida nos Teen Choice Awards de 2005, recebendo ainda naquele ano os troféus de Melhor Single de R&B/Soul e Melhor Canção Feminina de R&B/Soul nos Soul Train Music Awards; Melhor Canção de R&B nos Vibe Awards; Canção do Ano na Hot 100 e Canção do Ano na Hot 100 nos Billboard Music Awards. Já nos Radio Music Awards concorreu a Música do Ano: Rádio Urbana e Rítmica, bem como Música do Ano: Rádio de Sucesso Mainstream. Nos Soul Train Music Awards, The Emancipation of Mimi foi condecorado com o prêmio de Melhor Álbum de R&B/Soul e Melhor Álbum Feminino de R&B/Soul, enquanto nos Vibe Awards obteve o troféu de Álbum do Ano. No ano seguinte, "We Belong Together" conquistou as condecorações de Canção do Ano, Canção Mais Tocada e Canção Número 1 da Billboard nos Bambi Awards; naquela ocasião, "Shake It Off" e "Don't Forget About Us" também receberam os prêmios de Canção Mais Tocada. A premiação foi altamente noticiada pela mídia após os troféus serem furtados do camarim de Carey.
Durante a 48.ª edição dos Grammy Awards, Carey foi indicada em oito categorias — o maior número de indicações já recebidos por ela em uma única noite. O produto foi nomeado para Álbum do Ano e Melhor Álbum de R&B Contemporâneo, com "We Belong Together" sendo listada nas categorias de Gravação do Ano, Canção do Ano, Melhor Performance Vocal Feminina de R&B e Melhor Canção de R&B. "It's Like That" e "Mine Again" também foram respectivamente indicadas para Melhor Desempenho Solo de Pop e Melhor Desempenho Vocal de R&B Tradicional. A cantora saiu vitoriosa em três categorias: Melhor Álbum de R&B Contemporâneo, Melhor Performance Vocal Feminina de R&B e Canção do Ano. Na edição seguinte da premiação, "Don't Forget About Us" foi nomeada nas duas últimas categorias citadas, mas não venceu nenhuma.
Em 2020, The Emancipation of Mimi foi posicionada na 389.ª colocação da lista dos 500 melhores álbuns de todos os tempos da revista musical Rolling Stone, com um editor o chamando de um "verdadeiro álbum de retorno". A NPR o considerou o 134.º ao compilar os 150 Maiores Discos Feitos por Mulheres. Sem classificá-lo em nenhuma posto, a revista  Vibe o incluiu entre os 50 Maiores Álbuns de Artistas Negros da Era Moderna. A Entertainment Weekly, por sua vez, o considerou um dos 100 melhores discos de 1983 a 2008, bem como um dos novos clássicos da música contemporânea. O portal brasileiro CinePOP posicionou a obra na 8.ª colocação entre as 10 Melhores do Pop Internacional dos Anos 2000.

## Promoção

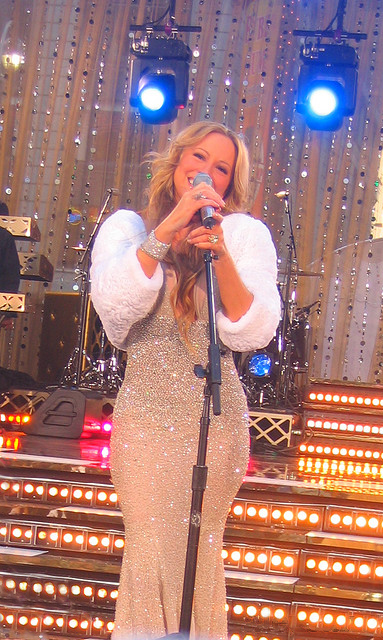
Carey cantando "We Belong Together" ao vivo no Good Morning America em 2005.

Carey embarcou em uma série de compromissos para divulgar The Emancipation of Mimi, começando em 2 de abril de 2005, quando executou "It's Like That" nos Echo Awards. Dois dias depois, ela cantou a obra no game show alemão Wetten, dass..?. No Reino Unido, filmou uma aparição em duas partes no programa musical Top of the Pops, apresentando os três primeiros singles do álbum. Para promover o lançamento do disco nos Estados Unidos, em 10 de abril a artista compareceu ao Good Morning America. Na ocasião, ela concedeu uma entrevista e um concerto ao ar livre de cinco etapas. Realizado na Times Square e atraindo a maior multidão para a praça desde a celebração da véspera de Ano Novo de 2004, o show contou com a apresentação dos três primeiros singles, além de "Fly Like a Bird" e "Make It Happen" (1991). Durante a semana seguinte, ela cantou "We Belong Together" no palco dos BET Awards e apareceu no especial Save the Music, do VH1, que foi transmitido ao vivo em 17 de abril. Ao longo de maio, "We Belong Together" foi executado em vários programas de televisão; Late Show with David Letterman (dia 5), The Tonight Show with Jay Leno (dia 11), The Ellen DeGeneres Show (dia 13) e no The Oprah Winfrey Show (dia 24). Na semana seguinte, Carey fez uma aparição ao vivo no MTV Movie Awards. O recital foi ao ar na televisão em formato preto e branco, com a artista usando um Armani vermelho e ostentando um penteado retrô cacheado, aparecendo em cores. Ela cantou "We Belong Together" em um palco branco em formato de passarela com quatro dançarinos homens e mulheres.
Após a promoção do álbum nos Estados Unidos, Carey viajou para o Reino Unido em 2 de julho, para um show beneficente realizado no Hyde Park, Londres, intitulado Live 8. O evento televisionado foi assistido por mais de 9 milhões e 600 mil cidadãos britânicos e teve um público ao vivo de mais de 200 mil. Ela apresentou um repertório composto por três músicas, abrindo com "Make It Happen" e "Hero" — que contou com a presença de um coral de crianças africanas —, e seguiu com "We Belong Together". Em 4 de julho, tocou no show de fogos de artifício da Macy's, cantando "America the Beautiful" e "We Belong Together". Em 3 de agosto, o USA Today anunciou que Carey seria adicionada à lista de artistas que se apresentariam na cerimônia daquele ano dos MTV Video Music Awards, realizado no dia 28 do mês. A atração foi realizada na American Airlines Arena, no centro de Miami Beach, Flórida, com a performance da cantora ocorrendo no National Hotel em South Beach. Além dos the Killers, ela foi a única artista a gravar sua aparição de um local não revelado em Miami. Após ser apresentada por Eva Longoria, Carey apareceu em um longo palco no pátio do hotel, com Dupri iniciando a performance em uma cabana próxima. Depois de apresentar "Shake It Off" e o remix de "We Belong Together", a cantora entrou em uma piscina rasa, seguida por Dupri e os dançarinos de apoio.
A artista foi a atração principal no Fashion Rocks de 2005, realizado em Mônaco. Em 15 de novembro, ela cantou "Shake It Off" e o single recém-lançado do relançamento do álbum, "Don't Forget About Us", durante o intervalo do jogo de Ação de Graças entre o Detroit Lions e o Atlanta Falcons. Em 22 seguinte, ela abriu a 33.ª edição dos American Music Awards com "Don't Forget About Us". Um mês depois, ela foi a artista principal na véspera de Ano Novo na Bola da Times Square, em Nova Iorque. Sua performance na 48.ª cerimônia dos Grammy Awards, ocorrida em 8 de fevereiro de 2006, foi a primeira no evento desde 1996. Começou com um vídeo pré-gravado no qual ela discutiu a importância da fé em Deus em sua vida. Então subiu ao palco, trajando um vestido branco da Chanel, e cantou uma versão abreviada de "We Belong Together". Em seguida, o seu pastor, Clarence Keaton, leu uma passagem da Bíblia para abrir a apresentação de "Fly Like a Bird", como fez na gravação de estúdio da música. No meio da execução, uma parede preta temporária foi removida, revelando um grande coral que se juntou a ela para o clímax da música. A apresentação recebeu a única ovação de pé da noite, levando Teri Hatcher, que estava apresentando o próximo prêmio, a exclamar: "É como se todos nós tivéssemos acabado de ser salvos!". A performance de Carey recebeu ótimas críticas dos analistas. Gary Susman, da Entertainment Weekly, a chamou de "rainha do retorno", observando que sua voz "subiu às vigas como só a de Carey consegue".

### Turnê

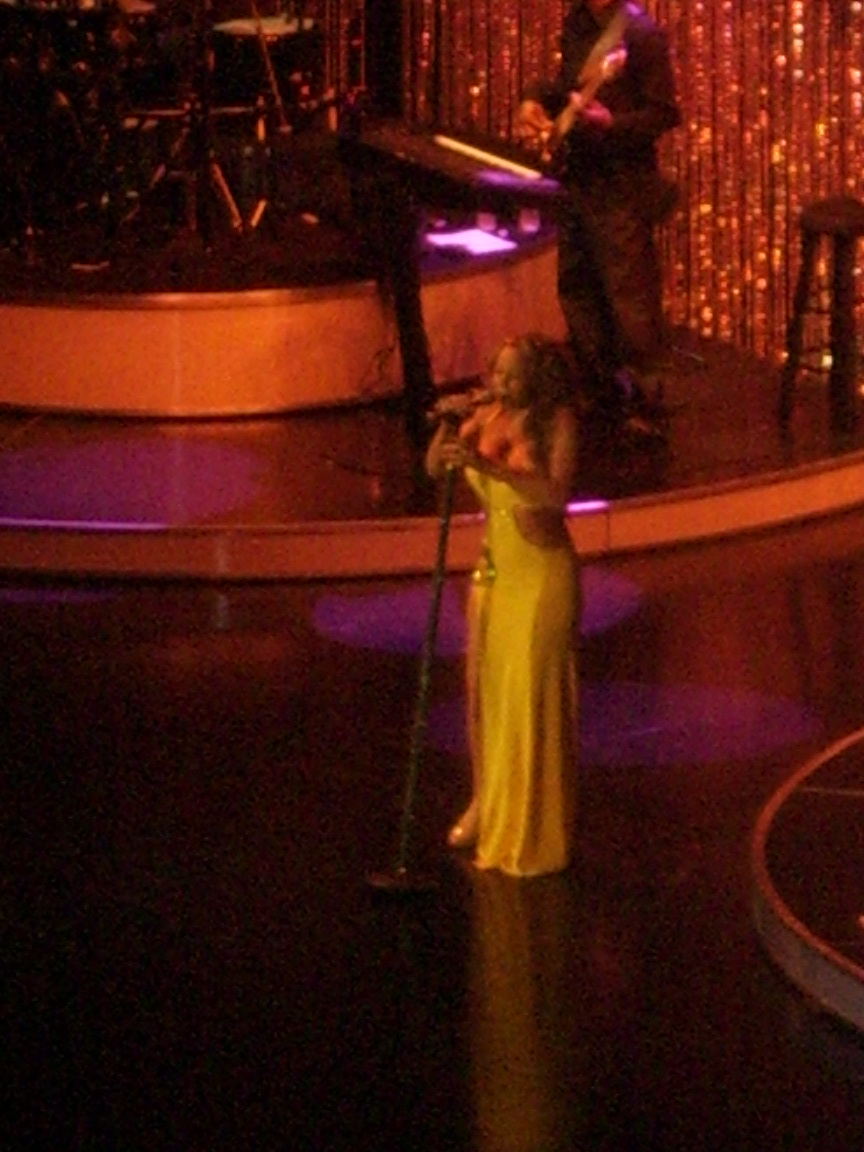
Na The Adventures of Mimi, a artista focou em proporcionar um equilíbrio entre as músicas de seu catálogo atual e anterior. A foto a mostra durante um concerto da turnê.

Dezesseis meses após o lançamento de The Emancipation of Mimi, Carey anunciou sua primeira turnê como atração principal em três anos, chamada The Adventures of Mimi: The Voice, The Hits, The Tour, em homenagem ao diário musical de um "fã centrado" nela. Iniciada em 22 de julho de 2006 e finalizada em 28 de outubro, contou com 40 shows; trinta e dois na América da Norte (entre Estados Unidos e Canadá), dois na África e seis no Japão. O amigo de longa data da cantora, Randy Jackson, exerceu a função de diretor do espetáculo. Em uma entrevista para a Associated Press, Carey descreveu o concerto, bem como a música que ela apresentaria:

Com esta turnê, vou trabalhar em arranjos diferentes para algumas das músicas mais antigas, para dar um pouco mais de vida a elas. Isso não quer dizer que elas vão soar totalmente diferentes e assustar alguém [...] Adoro regravar músicas com elementos diferentes. Eu realmente quero fazer um show com essas canções novas, assim como com sucessos antigos. As faixas inéditas significam muito para mim, este momento da minha vida tem sido tão maravilhoso, e eu quero vivenciar isso com meus fãs.

A turnê recebeu uma recepção geralmente mista dos críticos que elogiaram as interpretações vocais de Carey, mas consideraram os excessos do show — como as frequentes trocas de figurino da cantora e videoclipes pré-filmados —, bastante distrativos. Em Túnis, ela tocou para 80 mil pessoas durante dois concertos. No meio da turnê, foram reservadas duas apresentações em Hong Kong, programado para depois de sua passagem pelo no Japão. Mais tarde, ambas foram canceladas apesar dos ingressos já terem sido colocados à venda; o então empresário de Carey, Benny Medina, justificou que isso ocorreu porque o contratante do show se recusou a pagar a compensação acordada. O contratante, por sua vez, culpou as vendas fracas de ingressos (supostamente, apenas 4 mil foram vendidos) e "as exigências exageradas" da artista. Medina mais tarde contestou o número de vendas de ingressos do profissional, dizendo que 8 mil já haviam sido comprados. Ele disse que Carey teria se apresentado desde que fosse compensada, independentemente da quantidade de público. Ela acabou processando o contratante, reivindicando um milhão em danos pelo cancelamento abrupto do concerto. A passagem da digressão pelo Honda Center, em Anaheim, Estados Unidos, foi registrada no DVD homônimo; um sucesso comercial, atingiu o topo da parada de álbuns de vídeo, publicada pela Billboard, e recebeu certificações por vendas no Brasil e Estados Unidos.

### Singles
Divulgada ilegalmente na Internet em 5 de janeiro de 2005, "It's Like That" foi enviada para rádios vinte dias depois, servindo como o primeiro single do disco. Comercialmente, tornou-se uma das mais bem sucedidas de Carey em anos, atingindo as dez primeiras colocações na Austrália, Itália, Reino Unido e Suíça, e as vinte melhores na Dinamarca, França, Noruega e Países Baixos. Nos Estados Unidos, chegou até o número 16 da tabela Billboard Hot 100. O vídeo musical correspondente foi dirigido por Brett Ratner e retrata a cantora em seu baile de debutante, dançando e celebrando sua emancipação. Ao final da comemoração, ela se vê dividida entre dois rapazes: um mais novo, vivido por Wenthworth Miller, e um mais velho, interpretado por Eric Roberts.

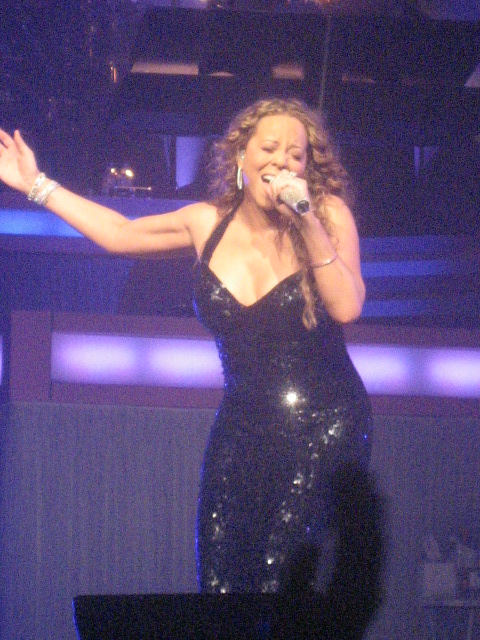
Carey executando "We Belong Together" em sua turnê Angels Advocate Tour (2010).

"We Belong Together" foi adicionada para estações rhythmic em 15 de março do mesmo ano como o segundo single. Obteve um desempenho comercial bastante positivo, liderando a Billboard Hot 100 por catorze semanas não-consecutivas e tornou-se a mais bem sucedida na tabela naquele ano. Consequentemente, foi também reconhecida como a música de maior êxito na Billboard Hot 100 durante toda a década de 2000. O vídeo musical foi dirigido por Brett Ratner e foi lançado em 9 de abril de 2005 pelo MSN. É uma continuação ao de "It's Like That" e retrata Carey prestes a se casar com o rapaz mais velho e poderoso, mas o abandona no altar para fugir com o homem mais novo, por quem ainda é apaixonada. A gravação foi indicada para Melhor Vídeo de R&B e Melhor Vídeo Feminino nos MTV Video Music Awards de 2005, mas não venceu nenhuma.
"Shake It Off" foi lançada como o terceiro single de The Emancipation of Mimi nos Estados Unidos em 5 de julho de 2005. Por causa de seu lançamento direcionado ao mercado estadunidense, entrou em poucas paradas musicais, conseguindo atingir a vice-liderança da Billboard Hot 100, ficando atrás apenas de "We Belong Together". Com isso, marcou a primeira vez que uma artista feminina ocupou as duas primeiras posições da tabela com músicas solo. O vídeo musical foi dirigido por Jake Nava e retrata a intérprete em figurinos extravagantes, contando também com a participação do ator Chris Tucker, e foi indicado a Melhor Vídeo de R&B nos MTV Video Music Awards de 2006. "Get Your Number" foi lançado como um lado A duplo de "Shake It Off" para o continente europeu e conquistou resultados moderados, constando nas dez primeiras ocupações das tabelas da Finlândia, dos Países Baixos e do Reino Unido e nos quarenta melhores em outros gráficos europeus e também oceânicos. O seu vídeo musical foi dirigido por Nava e apresenta Carey dando o seu nome para um rapaz, interpretado por Michael Ealy. Ela é vista em uma série de locações, usando, entre outras peças, um vestido amarelo de látex.
"Don't Forget About Us" foi lançada como o primeiro single da edição Ultra Platinum do produto, e como o quinto no total. A canção tornou-se a décima sétima de Carey a liderar a Billboard Hot 100, empatando-a com Elvis Presley entre os artistas com mais músicas a atingirem tal posto. O vídeo musical foi dirigido por Paul Hunter e inclui uma re-encenação de uma sequência feita por Marilyn Monroe em seu filme não finalizado Something's Got to Give (1962). "Say Somethin'" foi lançada como o sexto e último single de The Emancipation of Mimi em 3 de abril de 2006, conquistando resultados inferiores aos antecessores, atingindo as quarenta primeiras posições na Austrália. na Itália e no Reino Unido, e a 79.ª na Billboard Hot 100. Seu vídeo correspondente foi dirigido por Paul Hunter e conta com participações de Snoop Dogg, Pharrell Williams e André Leon Talley, ex-diretor da Vogue, e retrata Carey e Williams como parceiros sendo perseguidos por paparazzi nas ruas de Paris. Outras sequências incluem a cantora vestindo várias roupas na sede da Louis Vuitton em Champs-Élysées, bem como aproximações do rosto de Dogg.

## Legado e impacto
O sucesso crítico e comercial de The Emancipation of Mimi, aliado ao bom desempenho de seus singles, fez com que fosse considerado o verdadeiro "retorno" de Carey e responsável por reintroduzi-la aos holofotes após um período de pouco reconhecimento, a rendendo também uma série de recordes nas paradas. A Fox News o chamou de o álbum mais expressivo da artista até hoje, marcando um período de maior liberdade criativa para ela, numa época em que a mesma estava sendo oprimida pelas expectativas dos executivos das gravadoras. Eles apontaram que muitas das canções da obra refletiam sobre a vida da artista e a sua "libertação profissional". Em uma entrevista ao Hartford Courant, a intérprete afirmou que experimentou menos restrições criativas na elaboração do projeto do que em Glitter (2001) e Charmbracelet (2002). Charmbracelet tinha como objetivo reconectá-la ao seu público das rádios adulto contemporânea, que ela havia perdido com seu single anterior "Loverboy", que sampleava melodias dos anos 1980.

"Foi um triunfo sobre as pessoas fodidas que estavam tentando me prejudicar e me usar - minha família, Tommy, as gravadoras, a imprensa e vários outros - e foi um triunfo sobre meu próprio trauma e medo".

—Em seu livro de memórias de 2020, The Meaning Of Mariah Carey, Carey refletiu sobre o álbum.
Mateus Hocter, editor do site Albumism, apontou que "seu impacto mais profundo reside em como ele reformulou as possibilidades de longevidade, especialmente para as mulheres no pop". Avaliando: "Em uma indústria que historicamente usa a idade e a vulnerabilidade como armas contra suas artistas femininas, Carey contornou as armadilhas narrativas. Ela não renegou seu passado nem se apoiou na nostalgia. Mimi não foi um reboot — foi uma atualização. E, ao fazê-lo, forneceu um modelo viável para artistas contemporâneos que navegam por momentos semelhantes. Beyoncé, Rihanna e Ariana Grande, todas, de maneiras diferentes, se inspiraram neste manual: confie em seus instintos, otimize seus colaboradores e deixe a música falar antes da mídia". Por fim, o jornalista acrescentou: "Duas décadas depois, The Emancipation of Mimi se destaca menos como um monumento à reinvenção e mais como um estudo de precisão. É uma lição sobre saber o que dizer, quando dizer e como garantir que não possa ser ignorado. Não é um retorno bombástico, nem uma obra séria. É algo mais raro: um álbum pop que usa sua inteligência de forma leve e cujas inovações são estruturais e não estilísticas".
Para o 20º aniversário de seu lançamento, Dominique Fluker, da Refinery29, refletiu sobre o impacto do projeto em sua vida, escrevendo que soa "não mais como um álbum e mais como um testemunho profundamente pessoal", e que finalmente agora "estamos entendendo a tarefa. Ela me empoderou para ser eu mesmo por completo — criativo, ousado e, sim, um pouco diva. No mínimo, ela me ensinou que a vida adulta pode ser confusa às vezes, com momentos marcantes e a energia da personagem principal filtrada. É sobre glamour mesmo na confusão e confiança mesmo no caos. Em 2005, eu aspirava a isso. Agora, estou vivendo isso. Um brinde a isso". Bianca Betancourt, da Harper's Bazaar, avaliou que este "pode ser a obra de narrativa musical mais completa que Carey já criou. Olhando para trás, 20 anos depois, parece simbolizar a vida de uma mulher libertada das restrições da crítica". O impacto do álbum para o autor, se testifica no apelo que "It's Like That" teve nas boates e como "Shake It Off" tornou-se um hino definitivo para términos de relacionamentos de muitos millennials. De acordo com David Lehmann, da Vice, a obra "fez mais do que iluminar a estrela de Carey: mudou a trajetória de sua carreira". Ele analisa que, aqui, "Carey soa mais segura de si como uma cantora de R&B preparada para os anos 2000: alguém que consegue distribuir seus talentos entre a animada sala VIP (em uma boate) e a banheira à luz de velas. É essa adaptabilidade, que havia funcionado tão bem para Usher no ano anterior com Confessions (2004), que provavelmente levou as pessoas, especialmente os jovens que não ouviam Mariah no rádio contemporâneo desde o ensino fundamental ou médio, a ouvi-la novamente".

## Lista de faixas
| N.º            | Título                                                  | Compositor(es)                                                                                                 | Produtores                   | Duração |  |
| 1.             | "It's Like That"                                        | Mariah Carey Jermaine Dupri Manuel Seal Johntá Austin                                                          | Dupri Carey Seal             | 3:23    |  |
| 2.             | "We Belong Together"                                    | Carey Dupri Seal Austin Darnell Bristol Kenneth Edmonds Sidney DeWayne Bobby Womack Patrick Moten Sandra Sully | Dupri Carey Seal             | 3:21    |  |
| 3.             | "Shake It Off"                                          | Carey Dupri Bryan-Michael Cox Austin                                                                           | Dupri Carey Cox              | 3:52    |  |
| 4.             | "Mine Again"                                            | Carey James Poyser                                                                                             | Poyser Carey                 | 4:01    |  |
| 5.             | "Say Somethin'" (com participação de Snoop Dogg)        | Carey Pharrell Williams Chad Hugo Calvin Broadus                                                               | The Neptunes                 | 3:44    |  |
| 6.             | "Stay the Night"                                        | Carey Kanye West Thom Bell Linda Creed                                                                         | West Carey                   | 3:57    |  |
| 7.             | "Get Your Number" (com participação de Jermainde Dupri) | Carey Dupri James Phillips Cox Austin Steve Jolley Tony Swain Leslie John Ashley Ingram                        | Dupri Carey LRoc             | 3:15    |  |
| 8.             | "One and Only" (com participação de Twista)             | Carey Samuel Lindley Carl Mitchell                                                                             | The Legendary Traxster Carey | 3:14    |  |
| 9.             | "Circles"                                               | Carey James Wright                                                                                             | Carey Wright                 | 3:30    |  |
| 10.            | "Your Girl"                                             | Carey Mark Shemer                                                                                              | Scram Jones Carey            | 2:46    |  |
| 11.            | "I Wish You Knew"                                       | Carey Wright                                                                                                   | Carey Wright                 | 3:34    |  |
| 12.            | "To the Floor" (com participação de Nelly)              | Carey Williams Hugo Cornell Haynes                                                                             | The Neptunes                 | 3:27    |  |
| 13.            | "Joy Ride"                                              | Carey Jeffery Grier                                                                                            | Young Genius Carey           | 4:03    |  |
| 14.            | "Fly Like a Bird"                                       | Carey Wright                                                                                                   | Carey Wright                 | 3:52    |  |
| Duração total: | Duração total:                                          | Duração total:                                                                                                 | Duração total:               | 50:10   |  |

| The Emancipation of Mimi – Edição britânica (faixa bônus) |                |                                                 |                      |         |  |
| N.º                                                       | Título         | Compositor(es)                                  | Produtor(es)         | Duração |  |
| 15.                                                       | "Sprung"       | Carey Imsomie Leeper Gloria Jones Pamela Sawyer | Carey Mahogany Music | 3:26    |  |
| Duração total:                                            | Duração total: | Duração total:                                  | Duração total:       | 53:25   |  |

| The Emancipation of Mimi – Edição japonesa (faixas bônus) |                |                   |                   |         |  |
| N.º                                                       | Título         | Compositor(es)    | Produtor(es)      | Duração |  |
| 16.                                                       | "Secret Love"  | Carey Kaseem Dean | Carey Swizz Beatz | 3:09    |  |
| Duração total:                                            | Duração total: | Duração total:    | Duração total:    | 56:34   |  |

| The Emancipation of Mimi: Ultra Platinum Edition |                                                                              | |                 |         |  |
| N.º                                              | Título                                                                       | Compositor(es) | Produtor(es)    | Duração |  |
| 15.                                              | "Don't Forget About Us"                                                      | Carey Dupri Cox Austin                                                                                                 | Carey Dupri Cox | 3:53    |  |
| 16.                                              | "Makin' It Last All Night (What It Do)" (com participação de Jermaine Dupri) | Carey Dupri Cox Austin Jarod Alston Dalvin Degrate Donald Degrate                                                      | Carey Dupri     | 3:51    |  |
| 17.                                              | "So Lonely (One and Only Part II)" (com participação de Twista)              | Carl Mitchell Carey Rodney Jerkins Adonis Shropshire Makeba Riddick LaShawn Daniels                                    | Carey Darkchild | 3:53    |  |
| 18.                                              | "We Belong Together" (Remix) (com participação de Jadakiss e Styles P)       | Carey Dupri Seal Austin Edmonds Bristol DeWayne Womack Moten Sully (não-creditado) Jason Phillips [a] David Styles [a] | Carey DJ Clue   | 4:25    |  |
| Duração total:                                   | Duração total:                                                               | Duração total: | Duração total:  | 66:00   |  |

| The Emancipation of Mimi – Edição comemorativa de 20 anos |                                                                                            | |                                               |         |  |
| N.º                                                       | Título                                                                                     | Compositor(es)                                                                                             | Produtor(es)                                  | Duração |  |
| 15.                                                       | "Don't Forget About Us"                                                                    | Carey Dupri Cox Austin                                                                                     | Carey Dupri Cox                               | 3:53    |  |
| 16.                                                       | "Makin' It Last All Night (What It Do)" (com participação de Jermaine Dupri)               | Carey Dupri Cox Austin Alston Dalvin Degrate Donald Degrate                                                | Carey Dupri                                   | 3:51    |  |
| 17.                                                       | "Sprung"                                                                                   | Carey Leeper Jones Sawyer                                                                                  | Carey Mahogany Beatz                          | 3:26    |  |
| 18.                                                       | "Secret Love"                                                                              | Carey Dean                                                                                                 | Carey Swizz Beatz                             | 3:09    |  |
| 19.                                                       | "We Belong Together" (Mimi's Late Night Valentine's Mix Extended)                          | Carey Dupri Seal Austin Bristol Edmonds DeWayne Womack Patrick Sully                                       | Carey                                         | 7:19    |  |
| 20.                                                       | "When I Feel It"                                                                           | Carey Leeper                                                                                               | Carey Mahogany Beatz                          | 3:10    |  |
| 21.                                                       | "Say Somethin'" (Solange Southern Star Remix)                                              | Carey Williams Hugo Broadus                                                                                | The Neptunes Solange Knowles [b] John Key [b] |         |  |
| 22.                                                       | "Don't Forget About Us" (Kaytranada Remix)                                                 | Carey Dupri Cox Austin                                                                                     | Carey Dupri Cox Kaytranada [b]                | 4:02    |  |
| 23.                                                       | "It's Like That" (Esentrik Remix) (com participação de Jermaine Dupri e Fatman Scoop)      | Carey Dupri Seal Austin                                                                                    | Dupri Carey Seal Kuya Esentrik [b]            |         |  |
| 24.                                                       | "So Lonely (One and Only Part II)" (com participação de Twista)                            | Mitchell Carey Jerkins Shropshire Riddick Daniels                                                          | Carey Darkchild                               | 3:53    |  |
| 25.                                                       | "We Belong Together" (Remix) (com participação de Jadakiss e Styles P)                     | Carey Dupri Seal Austin Edmonds Bristol DeWayne Womack Moten Sully (não-creditado) Phillips [a] Styles [a] | Carey DJ Clue                                 | 4:25    |  |
| 26.                                                       | "Don't Forget About Us" (Desert Storm Remix) (com participação de Fabolous e Styles P)     | Carey Dupri Cox Austin Ernesto Shaw [a] John Jackson [a] Styles [a]                                        | Carey DJ Clue                                 | 4:49    |  |
| 27.                                                       | "It's Like That" (Scott Storch Remix) (com participação de Fat Joe)                        | Carey Dupri Seal Austin Joseph Cartagena [a]                                                               | Dupri Carey Seal Storch [b]                   | 3:32    |  |
| 28.                                                       | "Shake It Off" (Remix) (com participação de Jay-Z e Young Jeezy)                           | Carey Dupri Cox Austin (não-creditado) Shawn Carter [a] Jay Jenkins [a]                                    | Dupri Carey Cox                               | 5:03    |  |
| 29.                                                       | "Say Somethin'" (So So Def Remix) (com participação de Dem Franchize Boyz)                 | Carey Williams Hugo Maurice Gleaton [a] Jamal Willingham [a] Bernard Leverette [a] Gerald Tiller [a]       | Dupri Carey                                   | 4:10    |  |
| 30.                                                       | "Your Girl" (Diplomat Remix) (com participação de Cam'ron e Juelz Santana)                 | Carey Shemer Cameron Giles [a] LaRon James Sr. [a]                                                         | Carey Jones The Diplomats [b]                 | 2:45    |  |
| 31.                                                       | "Don't Forget About Us" (Remix) (com participação de Juelz Santana e Bone Thugs-n-Harmony) | Carey Dupri Cox Austin James Sr. [a] Anthony Henderson [a] Steven Howse [a]                                | Carey Dupri Cox                               | 3:33    |  |
| 32.                                                       | "It's Like That" (David Morales Classic Mix)                                               | Carey Dupri Seal Austin                                                                                    | Dupri Carey Seal Morales [b]                  | 8:58    |  |
| 33.                                                       | "Say Somethin'" (David Morales Stereo Anthem Mix)                                          | Carey Williams Hugo Broadus                                                                                | The Neptunes Morales [b]                      | 9:38    |  |
| 34.                                                       | "We Belong Together" (Peter Rauhofer Radio Mix)                                            | Carey Dupri Seal Austin Bristol Edmonds DeWayne Womack Moten Sully                                         | Dupri Carey Seal Rauhofer [b]                 | 4:09    |  |
| 35.                                                       | "We Belong Together" (Atlantic Soul Radio Mix)                                             | Carey Dupri Seal Austin Bristol Edmonds DeWayne Womack Moten Sully                                         | Dupri Carey Seal Craig C [b] Martin Inkin [b] | 4:22    |  |
| 36.                                                       | "Don't Forget About Us" (Ralphi Rosario & Craig J. Martini at XO Vocal Edit)               | Carey Dupri Cox Austin                                                                                     | Carey Dupri Cox Rosario [b] Craig J [b]       | 3:41    |  |
| 37.                                                       | "Shake It Off" (a capella)                                                                 | Carey Dupri Cox Austin                                                                                     | Dupri Carey Cox                               |         |  |
| 38.                                                       | "Circles" (a capella)                                                                      | Carey Wright                                                                                               | Carey Wright                                  |         |  |
| 39.                                                       | "Joy Ride" (a capella)                                                                     | Carey Grier                                                                                                | Genius Carey                                  |         |  |
| 40.                                                       | "Don't Forget About Us / We Belong Together" (ao vivo nos American Music Awards)           | Carey Dupri Cox Austin Seal Bristol Edmonds DeWayne Womack Moten Sully                                     |                                               |         |  |

| The Emancipation of Mimi: Ultra Platinum Edition – DVD bônus |                                      |                |         |  |
| N.º                                                          | Título                               | Diretor(es)    | Duração |  |
| 1.                                                           | "It's Like That" (videoclipe)        | Brett Ratner   | 3:25    |  |
| 2.                                                           | "We Belong Together" (videoclipe)    | Ratner         | 3:23    |  |
| 3.                                                           | "Shake It Off" (videoclipe)          | Jake Nava      | 3:54    |  |
| 4.                                                           | "Get Your Number" (videoclipe)       | Nava           | 3:15    |  |
| 5.                                                           | "Don't Forget About Us" (videoclipe) | Paul Hunter    | 3:54    |  |
| Duração total:                                               | Duração total:                       | Duração total: | 17:51   |  |

Créditos de samples
- "It's Like That" contêm samples de "Hollis Crew" de Run-DMC e "La Di Da Di" de Doug E. Fresh e MC Ricky D
- "We Belong Together" contêm samples de "If You Think You're Lonely Now" de Bobby Womack e "Stares and Whispers" de Renée Geyer
- "Stay the Night" contêm samples de "Betcha by Golly Wow!" e Ramsey Lewis e "Who's in the House" de The 45 King
- "Get You Number" contêm samples de "Just an Illusion" de Imagination e "Weak at the Knees" de Steve Arrington
- "Your Girl" contêm samples de "A Life with You" de Adeaze
- "Sprung" contêm samples de "Do It Again" de The New Birth
- "Makin' It Last All Night (What It Do)" contêm samples de "Freek'n You" de Jodeci
- "We Belong Together (Remix)" contêm samples de "Two Occasions" de The Deele e "If You Think You're Lonely Now" de Bobby Womack
- "When I Feel It" contêm samples de "Here Comes That Feeling Again" de The Dynamic Superiors.

## Créditos
Todo o processo de elaboração de The Emancipation of Mimi atribui os seguintes créditos:
Gestão
| - Produção executiva: Mariah Carey, L.A. Reid - Co-produção executiva: Mark Sudack | - A&R: Karen Kwak - Gestão: Benny Medina, Handprint Entertainment |

Visuais e imagens
| - Direção artística: Andy West - Direção criativa: Louis Marino | - Design: Andy West - Fotografia: Markus Kinko & Indrani |

Produção
| - Composição: Mariah Carey, Thom Bell, Darnell Bristol, Calvin Broadus, Linda Creed, Donald DeGrate, Sidney DeWayne, Bryan-Michael Cox, Jermaine Dupri, Kenneth "Babyface" Diamonds, Cornell Haynes, Chad Hugo, Ashley Ingram, Rodney Jerkins, Leee John, Steve Jolley, Samuel Lindley, Carl Mitchell, Patrick Moten, James Phillips, James Poyser, Manuel Seal, Marc Shemer, Sandra Sully, Tony Swain, Kanye West, Pharrell Williams, Bobby Womack, James "Big Jam" Wright, Kaseem Dean, Makeba Riddick, Adonis Shropshire, Gloria Jones, Pamela Sawyer - Produção: Mariah Carey, Jermaine Dupri, Manuel Seal, Bryan-Michael Cox, Swizz Beatz, LRoc, The Legendary Traxster, James "Big Jim" Wright, The Neptunes, Kanye West, James Poyser, Rodney Jerkins, Nelly, Mahogany Music - Vocais: Mariah Carey, Jermaine Dupri, Fatman Scoop, Snoop Dogg, Nelly, Trey Lorenz, Twista, Jason Phillips, David Styles, Pharrell Williams - Vocais de apoio: Mariah Carey, Courtney Bradley, Rev. Dr. Clarence Keaton, Trey Lorenz, Maryann Tatum, Sherry Tatum - Engenharia: Dana Jon Chapelle, Andrew Coleman, Bryian Frye, Brian Garten, John Horesco, Mike Pierce, Jeff Vilanueva - Assistência: Jason Carson, Manuel Farolfi, Jason Finkel, Michael Leedy, Riccardo Durante, Rufus Morgan, Tadd Mingo | - Mixagem: Jermaine Dupri, Brian Garten, John Horesco, Ken "Duro" Ifill, Manny Marroquin, Ernesto Shaw, Dexter Simmons, Phil Tan, Pat Viala - Masterização: Herb Power - Flauta: Rick Brunermer - Trumbone: Jeff Dieterie - Saxofone alto: Darrly Dixon - Saxofone tenor: Rick Brunermer - Fliscorne: Joe Romano - Trompa: Chops Horns - Trompete: Joe Romano - Bateria: Charlie Drayton - Guitarra: Jeffrey Lee Johnson - Baixo: Randy Jackson - Teclado: James Poyser, James "Big Jam" Wright, Loris Holland |

## Desempenho comercial

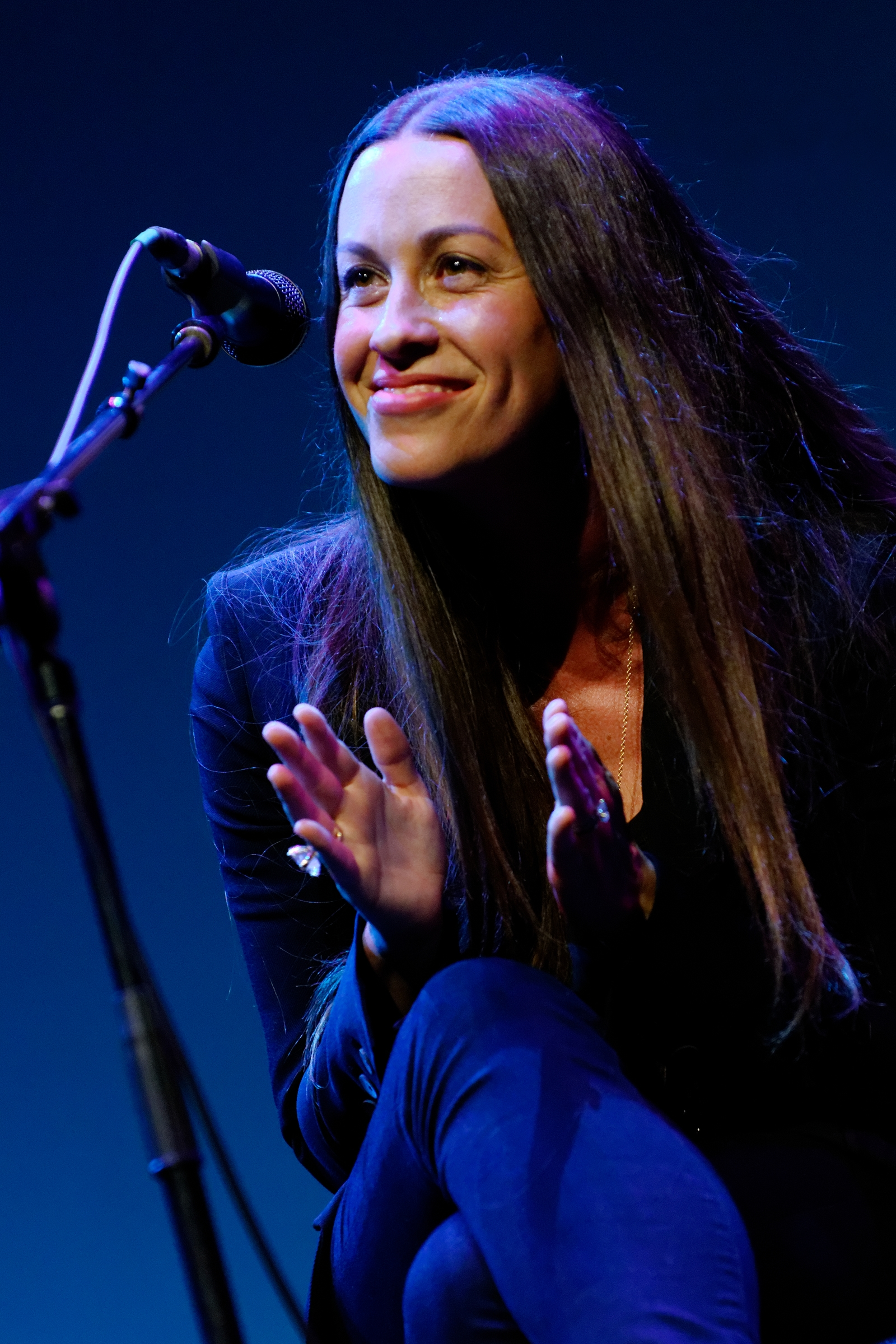
Nos Estados Unidos, The Emancipation of Mimi marcou a primeira vez, em mais de dez anos, em que um disco de uma mulher foi o mais adquirido do ano, desde Jagged Little Pill (1996) de Alanis Morissette (foto).

Nos Estados Unidos, The Emancipation of Mimi estreou no topo da parada Billboard 200 com 404 mil cópias vendidas na primeira semana, retirando The Massacre, de 50 Cent, dessa posição; esse valor foi o maior para um álbum de Carey em uma  semana de lançamento, até E=MC² estrear com 463 mil em 2008. Tornou-se o quinto disco da artista neste posto — o primeiro desde Butterfly (1997) — e o seu terceiro a debutar diretamente no topo. Na atualização seguinte, caiu para o segundo lugar, com 226 mil exemplares comercializados (uma queda 44% em relação a semana anterior) ficando atrás das 252 mil compras de Something to Be, de Rob Thomas. Retornou a liderança em em sua oitava semana (18 de junho) após vender 172 mil cópias. Constou nos dez primeiros lugares da parada até 18 de setembro — mais de cinco meses consecutivos —, quando passou para o número 12 com 61 mil réplicas adquiridas no período. Sua reedição Ultra Platinum Edition o ajudou a voltar ao top dez, chegando até o número quatro, com 185 mil unidades comercializadas. Em parelelo, comandou por duas semanas a parada segmentada Top R&B/Hip-Hop Albums.
The Emancipation of Mimi foi reconhecido como o álbum que mais vendeu nos EUA em 2005, com quase 5 milhões de exemplares adquiridos. Feito que ocorreu na última semana do ano, quando superou The Massacre, lançado mais de seis semanas antes. Foi a primeira vez, em quase dez anos, que um disco de uma mulher foi reconhecido como o mais adquirido do ano no país, sendo o último Jagged Little Pill, de Alanis Morissette, em 1996. Também fechou 2005 como o 4.º com melhor desempenho na Billboard 200 e o 2.º na Top R&B/Hip-Hop Albums. Em 2022, o projeto foi reconhecido sete vezes com o certificado de platina pela Recording Industry Association of America (RIAA) e, até 2013, mais de 6 milhões de unidades puras já haviam sido adquiridas em todo o território. Essa cifra o tornou o álbum mais comprado de Carey por lá desde Daydream (1995). No Canadá, estreou na segunda posição do Canadian Albums Chart com vendas de 11 mil unidades em sua semana de liberação. Mais tarde, a Canadian Recording Industry Association (CRIA) reconheceu 240 mil unidades comercializadas na nação com a emissão de três certificados de platina. No Brasil, por sua vez, à venda de 60 mil cópias da obra foram reconhecidas com um certificado de ouro pela Pro-Música Brasil (PMB).
Na Europa, The Emancipation of Mimi debutou no número sete da parada britânica UK Albums Chart em 6 de abril. Em 23 de julho, quatorze semanas após sua estreia, atingiu novamente o número sete, que foi seu melhor resultado. Após uma reentrada, registrou um total de quarenta e três edições na tabela, sendo classificado como o 31.º disco com melhor resultado na UK Albums Chart em 2005. Contudo, na UK R&B Albums Chart chegou até a vice-liderança. A British Phonographic Industry certificou-o como platina dupla e, segundo a The Official Charts Company (OCC), mais de 671 mil exemplares já haviam sido adquiridos na região. Na França, estreou em sua posição de pico, a de número quatro, em 9 de abril. Constou por um total de cinquenta e uma edições no quadro, e foi certificado como ouro pelo Syndicat National de l'Édition Phonographique (SNEP), reconhecendo vendas de 100 mil cópias. Em outras nações do continente, chegou ao primeiro lugar na Grécia, o segundo na Dinamarca, o nono na Suíça e o oitavo nos Países Baixos. Oito meses após o seu lançamento, a International Federation of the Phonographic Industry (IFPI) certificou The Emancipation of Mimi com platina, o que indica vendas de mais de um milhão de réplicas em toda a região.
Na Ásia, foi melhor recebido. Alcançou a liderança na parada de Singapura e a 2.ª em Hong Kong. Nesse último, recebeu o Prêmio de Disco de Ouro, que é emitido para os dez álbuns estrangeiros mais vendidos todos os anos. Chegou ao número dois da japonesa Oricon Albums Chart, onde recebeu disco de platina, por 250 mil compras na nação, emitido pela Recording Industry Association of Japan (RIAJ). Estreou no ARIA Charts, da Austrália, em 17 de abril de 2005, no número 13. Na atualização seguinte chegou ao sexto lugar, o seu melhor resultado. Acumula quarenta e seis semanas de permanência no gráfico. Um certificado de platina foi entregue pela Australian Recording Industry Association (ARIA) – reconhecendo 70 mil exemplares adquiridos – e terminou no número vinte e sete entre os projetos mais adquiridos do ano. Na Nova Zelândia, debutou no número 39 em 30 de maio, alcançando a décima primeira como melhor colocação em 25 de julho. Permanecendo vinte e três semanas na parada neozelandesa, foi certificado como platina pela Recording Industry Association of New Zealand (RIANZ) devido às 15 unidades comercializadas, terminando como o 42.º  disco mais bem sucedido do ano. No final de 200, a IFPI relatou que o álbum havia vendido 7 milhões e 800 mil exemplares globalmente, o que o qualificou como o segundo mais comprado do período, atrás apenas de X&Y, do britânicos Coldplay. Até 2013, esse valor já havia excedido 10 milhões de cópias.
| País — Tabela musical (2005—06)         | Melhor posição |
| --------------------------------------- | -------------- |
| Alemanha (GfK Entertainment Charts)     | 14             |
| Argentina (CAPIF)                       | 5              |
| Austrália (ARIA Charts)                 | 1              |
| Áustria (Ö3 Austria Top 40)             | 19             |
| Bélgica (Ultratop 40 de Flandres)       | 31             |
| Bélgica (Ultratop 50 de Valônia)        | 26             |
| Canadá (Canadian Albums Chart)          | 2              |
| Dinamarca (Hitlisten)                   | 2              |
| Escócia (OCC)                           | 31             |
| Espanha (PROMUSICAE)                    | 15             |
| Estados Unidos (Billboard 200)          | 1              |
| Estados Unidos (Top R&B/Hip-Hop Albums) | 1              |
| Europa (European Top 100 Albums)        | 4              |
| França (SNEP)                           | 4              |
| Grécia (IFPI Grécia)                    | 1              |
| Itália (FIMI)                           | 15             |
| Japão (Oricon)                          | 2              |
| Nova Zelândia (Recorded Music NZ)       | 12             |
| Países Baixos (Dutch Charts)            | 8              |
| Polônia (ZPAV)                          | 22             |
| Portugal (AFP)                          | 25             |
| Reino Unido (UK Albums Chart)           | 7              |
| Reino Unido (UK Jazz & Blues Albums)    | 18             |
| Reino Unido (UK R&B Albums)             | 2              |
| Singapura (RIAS)                        | 1              |
| Suécia (Sverigetopplistan)              | 32             |
| Suíça (Schweizer Hitparade)             | 9              |
| Taiwan (Five Music)                     | 2              |

| País — Tabela musical (2005)            | Posição |
| --------------------------------------- | ------- |
| Alemanha (GfK Entertainment Charts)     | 79      |
| Austrália (ARIA Albums)                 | 27      |
| Bélgica (Ultratop 40 de Flandres)       | 94      |
| Estados Unidos (Billboard 200)          | 4       |
| Estados Unidos (Top R&B/Hip-Hop Albums) | 2       |
| França (SNEP)                           | 58      |
| Japão (Oricon)                          | 51      |
| Mundo (IFPI)                            | 2       |
| Nova Zelândia (RMNZ)                    | 42      |
| Países Baixos (Dutch Charts)            | 47      |
| Reino Unido (UK Albums Chart)           | 31      |
| Suíça (Schweizer Hitparade)             | 78      |
| País — Tabela musical (2006)            | Posição |
| Estados Unidos (Billboard 200)          | 11      |
| Estados Unidos (Top R&B/Hip-Hop Albums) | 7       |

| País — Tabela musical (2000—2009)       | Posição |
| --------------------------------------- | ------- |
| Estados Unidos (Billboard 200)          | 27      |
| Estados Unidos (Top R&B/Hip-Hop Albums) | 6       |

| País — Tabela musical                     | Posição |
| ----------------------------------------- | ------- |
| Estados Unidos (Billboard 200)            | 52      |
| Estados Unidos (Billboard 200) (Mulheres) | 19      |

| Região | Certificação | Vendas     |
| --- | ------------ | ---------- |
| Alemanha (BVMI) | Ouro         | 100 000*   |
| Austrália (ARIA) | Platina      | 70 000^    |
| Brasil (Pro-Música Brasil) | Ouro         | 60 000     |
| Canadá (Music Canada) | 3× Platina   | 300 000^   |
| Coreia do Sul | —            | 15 239     |
| Estados Unidos (RIAA) | 7× Platina   | 7 000 000‡ |
| França (SNEP) | Ouro         | 100 000‡   |
| Japão (RIAJ) | Platina      | 259 275    |
| Hong Kong (IFPI Hong Kong) | Ouro         | 10 000*    |
| Nova Zelândia (RIANZ) | Platina      | 15 000^    |
| Reino Unido (BPI) | 2× Platina   | 671 000    |
| Resumos |              |            |
| Europa (IFPI) | Platina      | 1 000 000* |
| Mundo | —            | 10 000 000 |
| *números de vendas baseados somente na certificação ^distribuições baseadas apenas na certificação ‡vendas+valores de streaming baseados somente na certificação |              |            |